# Крецулеску, Константин
Константи́н Крецуле́ску (рум. Constantin Crețulescu; 22 мая 1809, Бухарест, княжество Валахия — 21 марта 1884, Бухарест, Королевство Румыния — румынский государственный, политический и общественный деятель, премьер-министр Объединённого княжества Молдавии и Валахии (с 1 марта 1867 по 4 августа 1867 года), министр юстиции, министр по делам религий, адвокат, почётный член Румынской академии.

## Биография
Сын чиновника. Окончил греческую школу в Бухаресте. Вступил на службу в армию в чине младшего лейтенанта. В 1832 году получил чин майора. После этого, в 1840 году оставил военную службу и решил продолжить свое образование в Париже, где получил юридическое образование, стал бакалавром.
Вернувшись на родину, в 1840 году получил назначение на должность префекта г. Брэила. Затем был назначен прокурором Верховного суда.
После недолгого периода юридической практики, К. Крецулеску стал активным участником революции 1848 года в Румынии. Был назначен председателем административного совета Бухареста. После поражения революции, отправился в изгнание, сперва в Италию, позже в Англию и Францию, где продолжил обучение, изучал литературу, философию, историю. Был редактором журнала «Конкордия», который призывал к борьбе за независимость Румынии.
Вернувшись из эмиграции домой, К. Крецулеску занялся общественной деятельностью, был назначен председателем Союза Бухареста (в 1857 г.). Одновременно, был избран секретарём и членом Избирательного Собрания страны. Будучи политиком, поддерживал Союз румынского движения.
Государственный деятель. Был министром по делам религий (21 февраля-27 марта 1859).
С 1 марта 1867 по 4 августа 1867 года занимал пост премьер-министра Объединённого княжества Молдавии и Валахии. Тогда же — министр юстиции.
Один из создателей и член Национальной либеральной партии, от которой в 1866 году был избран сенатором.
В 1871 году избран почётным членом Румынской академии.